# Eero Saarinen
Eero Saarinen (Kirkkonummi (Grootvorstendom Finland), 20 augustus 1910 - Ann Arbor (Verenigde Staten), 1 september 1961) was een Fins-Amerikaanse architect.

## Levensloop
Hij werd geboren in het huidige Finland en verhuisde op zijn dertiende naar de Verenigde Staten. Hij groeide op in Bloomfield Hills (Michigan) waar zijn vader docent was aan de Cranbrook Educational Community. Hij zou hier later zelf ook lessen volgen in beeldhouwkunst en meubelontwerp.
Later studeerde hij in Parijs aan de Académie de la Grande Chaumière en in de Verenigde Staten aan de Yale-universiteit. Oorspronkelijk wilde hij beeldhouwer worden, maar hij koos uiteindelijk toch voor architectuur. Na zijn studie ging hij aan de slag bij zijn vader Eliel Saarinen, eveneens een beroemd architect.
In 1940 werd Eero genaturaliseerd tot Amerikaan. Tijdens de Tweede Wereldoorlog werkte hij voor het Office of Strategic Services. In 1952 werd hij lid van het American Institute of Architects. In 1954 trouwde hij met zijn tweede vrouw Aline Bernstein. Ze kregen één zoon. In 1961, op 51-jarige leeftijd, stierf hij tijdens een operatie waarbij een hersentumor bij hem werd verwijderd.

## Bekendste werken
Veel van de ontwerpen van Eero Saarinen maken gebruik van kettinglijnen.
Beroemde werken zijn (o.a.):
- Berkshire Music Shed (Tanglewood, Massachusetts, gebouwd in 1940)
- Washington Dulles International Airport (Chantilly, Virginia, gebouwd tussen 1958 en 1962)
- Gateway Arch (St. Louis, Missouri, wedstrijd in 1947, gebouwd tussen 1961 en 1966)
- General Motors Technical Center (Warren, Michigan, gebouwd tussen 1946 en 1955)
- IBM Research Building (Yorktown, New York, gebouwd tussen 1957 en 1961)
- John Deere and Company (Moline, Illinois, gebouwd in 1963)
- Kresge Auditorium (Cambridge, Massachusetts, gebouwd tussen 1950 en 1955)
- Kresge Chapel (Cambridge, Massachusetts, gebouwd in 1955)
- North Christian Church (Columbus, Indiana, gebouwd tussen 1959 en 1963)
- TWA Flight Center (nu 'Terminal 5') op JFK (New York, New York, gebouwd tussen 1956 en 1962)
- Yale Hockey Rink (New Haven, Connecticut, gebouwd tussen 1956 en 1958)
- Miller House and Garden  (Columbus, Indiana, gebouwd in 1953)

Ook ontwierp hij meubilair, zoals de Tulip-stoel en in 1940 de Organic Chair samen met Charles Eames.